# Viktor Knorre
Viktor Knorre (né le 4 octobre 1840 à Mykolaïv, mort le 25 août 1919 à Berlin) était un astronome et un joueur d'échecs russe d'origine ethnique allemande, fils de l'astronome Karl Friedrich Knorre.

## Astronomie
Knorre travaillait à l'observatoire de Berlin. L'astéroïde (14339) Knorre est nommé d'après la dynastie d'astronomes dont fait partie Viktor Knorre.
| (158) Coronis     | 4 janvier 1876   |
| (215) Œnone       | 7 avril 1880     |
| (238) Hypatie     | 1er juillet 1884 |
| (271) Penthésilée | 13 octobre 1887  |

## Maître d'échecs
Knorre était également connu comme un fort joueur d'échecs, affrontant entre autres Adolf Anderssen, Gustav Neumann 
et Johannes Zukertort. Il prit part à plusieurs tournois d'échecs dans les années 1860,
Dans la défense des deux cavaliers, il a laissé son nom à la variante Knorre (code ECO C59). Elle suit la ligne principale jusqu'au 10e coup et est caractérisée ensuite par les coups suivants : 10. Ce5 Fd6 11. d4 Dc7 12. Fd2. Il existe aussi une variante Knorre dans l'espagnole ouverte avec 6.Cc3.